# Paranthura australis
Paranthura australis är en kräftdjursart som beskrevs av William Aitcheson Haswell 1881. Paranthura australis ingår i släktet Paranthura och familjen Paranthuridae. Inga underarter finns listade i Catalogue of Life.